# Oceans of Darkness
Oceans of Darkness is een nummer van de Amerikaanse indierockband The War on Drugs uit 2022. Het verscheen op de deluxe editie van hun vijfde studioalbum I Don't Live Here Anymore, van welk album het de vijfde single was.
"Oceans of Darkness" kent een steviger en stuwender geluid dan eerdere nummers van The War on Drugs. Het nummer werd voor het eerst live gespeeld in 2020. De studio-opname van het nummer tijdens de uitgave van het album "I Don't Live Here Anymore" op de plank liggen, maar een jaar later verscheen het alsnog op de deluxe editie. "Op een avond in L.A., terwijl we al een tijdje bezig waren met het maken van I Don't Live Here Anymore, ontdekten we een uitgeklede demo in mijn Dropbox met deze titel", zei frontman Adam Granduciel over het nummer. "We waren op dat moment gefrustreerd en uitgeput, en na het eten gingen we in een cirkel zitten en werkten het uit terwijl de tape aan het rollen was. Het komt zelden voor dat een nummer van ons na slechts een paar opnames zo compleet aanvoelt, maar het had alle wanhoop en urgentie waar we naar op zoek waren. Uiteindelijk heb ik het niet op de plaat gezet omdat ik er geen thuis voor kon vinden tussen de andere nummers", aldus Granduciel.
Het nummer werd 3FM Megahit en kreeg enige airplay op Nederlandse en Vlaamse radiostations. Desondanks greep het naast de hitlijsten.